# Adame Ba Konaré
Adame Ba Konaré o Adame Konaré Ba (Segú, 1 de mayo de 1947) es una historiadora, escritora, militante del movimiento democrático maliense y activista por los derechos de las mujeres. En 1995 fundó el Museo de la Mujer Muso Kunda, uno de los pocos museos de mujeres que existen en África. En sus investigaciones reivindica el valor de la tradición oral para conocer e investigar sobre la historia de África que desde los años 60 del siglo XX se integran como fuente de información igualmente válidos que los documentos escritos, señala la historiadora. Fue primera dama de Malí entre 1992 y 2002.  

## Biografía
Nació en Ségou en 1947. Su padre, Mamadou Ba era dentista y su madre, Kadiatou Thiam, provenía de una familia con una larga tradición de intelectuales del África Musulmana Occidental con orígenes en la región Futa Toro de Senegal. Ambos provenían de la tribu Fula. Realizó estudios superiores en historia y geografía en la Escuela Normal Superior de Bamako (ENSUP). En 1971 se casó con el también historiador y político Alpha Oumar Konaré en aquellos momentos maestro de secundaria que preparaba su doctorado en la Universidad de Varsovia. Juntos realizaron el doctorado en Varsovia, él en arqueología y Adame en historia. En Polonia nació su primer hijo. En 1976 regresaron a Malí donde Adame trabajó como profesora de historia en la Escuela Normal Superior -de 1981 a 1984 dirigiendo el departamento de Historia y Geografía- hasta junio de 1992 fecha en la que su marido es elegido presidente de Malí.
Konaré y su esposa trabajaron juntos en varios proyectos y participaron en el movimiento democrático maliense. Publicaron un libro juntos en 1983 llamado Grande Dates Du Mali y ambos trabajaron para la causa democrática bajo la presidencia de Moussa Traore, quien gobernó el estado del partido único de Mali hasta 1991. Durante ese tiempo crearon la editorial Jamana, un periódico diario Les Echos y un partido político llamado ADEMA-PAS. El movimiento democrático fue clave en la caída de Moussa Traoré el 26 de marzo de 1991.
Cuando su marido Alpha Oumar Konaré asumió la presidencia del país y tras un corto periodo como inspectora general en el campo de historia y geografía en el Ministerio de Educación en 1992 Adame Ba Konaré dejó la enseñanza y se implicó en la diplomacia pública. En 1993 publicó el Diccionario de las mujeres célebres de Mali. También "Os de la parole: Cosmologie du pouvoir" (2000)  un ensayo sobre el ejercicio del poder político en África y la colección de sus intervenciones, "Ces mots que je partage: Discours d'une primière dame d'Afrique" (1993).
Cuando en 2003 su marido lideró la Unión Africana hasta 2008 trasladó su residencia a Adís Abeba la capital de Etiopía sede de la Unión Africana. Tras el final del mandato la familia regresó a Bamako.

## Obra
Se considera heredera de la historiografía colonial y de la historiografía maliense y a finales de los 80 era considerada "la única escritora" de Malí. A lo largo de su carrera ha publicado numerosos libros y artículos desde biografías sobre Sunni Ali Ber hasta filosofía L'Os de la parole e incluso la novela Quand l'ail se frotte a l'encens, cuya trama se centra en la brecha social en una sociedad ficticia similar a la de Mali. Para este libro, su estilo ha sido comparado con las obras de los autores franceses Emile Zola y Victor Hugo.
En sus entrevistas Adame Ba Konaré se posiciona abiertamente feminista y activista por los derechos de las mujeres reivindicando la revalorización de los conocimientos de las mujeres.
Inicialmente su especialidad era la historia bambara para reivindicar y rehabilitar el legado histórico frente a las posiciones coloniales que aseguraban que África no tenía historia. Cuando empezó a viajar la gente le preguntaba sobre la situación de las mujeres en su país, fue entonces cuando decidió impulsar una importante investigación sobre la historia y el papel de las mujeres, explica en una entrevista en 2019.
En 1993 publicó un "Dictionnaire des femmes célèbres du Mali: des temps mythico-légendaires au 26 mars 1991;'' con un análisis sobre el papel y la imagen de la mujer maliense en la historia de Malí. A partir de las entrevistas y de escuchar a las mujeres además del libro se planteó la creación de un museo dedicado a la historia de las mujeres. Mujeres que también fueron protagonistas de la revuelta del 26 de marzo de 1991 del movimiento democrático.
En 1995 fundó el Museo de la Mujer Muso Kunda en Bamako un museo de mujeres que junto al Museo Henriette Bathily de Gorée de Senegal es uno de los pocos museos de África dedicados a la mujer.También creó el Centre Kadiatou Thiam (Centro de Formación y de producción para la Mujer CKT-Faladiè).
En septiembre de 2007 lanzó un proyecto para promover la historia africana, haciendo un llamamiento a sus colegas africanos para trabajar conjuntamente recogiendo textos científicos históricos sobre África y la historia africana en respuesta a un discurso del presidente francés Nicolas Sarkozy realizado el 26 de julio en Dakar en el que declaraba que "el hombre africano [no había] entrado aun en la historia. Como resultado se publicó la recopilación de ensayos  ''Petit précis de remise à niveau sur l'histoire africaine à l'usage du président Sarkozy''.
En marzo de 2011 hizo un llamamiento a los africanos sobre la intervención en Libia "Cri aux Africains, suite à l’attaque armée perpétrée contre la Lybie par les puissances occidentales en mars 2011", Editions Jamana, mars 2011,
En 2017 escribió una "carta abierta" al presidente francés Emmanuel Macron reclamando atención para África.
Durante años se ha ocupado de rehabilitar la tradición griotica las fuentes orales en materia de transmisión del pasado. En 1987 publicó L’épopée de Ségou: Da Monzon, un pouvoir guerrier, donde escribió la historia del reino bambara de Segú.
En 2018 publica el libro Le griot m'a raconté...: Ferdinand Duranton (1797-1838), le prince français du Khasso que recupera la historia a modo de cuentos la historia del explorador y aventurero francés Ferdinand Duranton. La ficción se presenta en tercera persona de un joven francés que sale de Malí para investigar la historia de Duranton de la que se cree descendiente. Junto a la aventura el libro ofrece claves de la historia de Malí con claves de actualidad denunciando la corrupción, abusos de poder, aofeinvas de los grupos islámicos armados. El nombre de Duranton lo localizó a partir de la investigación realizada sobre el Diccionario de mujeres célebres de Malí en la que identificó a la princesa Sadioba Diallo, hija del rey del Khasso que se casó con un francés con el nombre de Ferdinand Duranton en 1825 y empezó a investigar.
Adame Ba Konaré es también presidenta fundadora de la asociación humanitaria Fundación Partage que trabaja en acciones humanitarias no solo en Malí sino también en Ruanda durante el genocidio de los años 90, en Haití tras el seísmo de 2010 -un pabellón escolar lleva su nombre en Cité Soleil en Puerto Príncipe desde 2014. Es también miembro fundadora en 1991 del Colectivo de Mujeres de Malí COFEM que formó parte de la luchas del movimiento democrático, iniciadora de la asociación de la etnia peul en África Tabital Palaku y miembro de la asociación de historiadores de Malí.

## Vida personal
En 1971 se casó con Alpha Oumar Konaré, presidente de Malí de 1992 a 2002. Tienen 4 hijos.

## Publicaciones
- 1977: Sonni Ali Ber (Études nigériennes no 40)
- 1983: Sunjata, fondateur de l’empire du Mali (Nouvelles Éditions africaines)
- 1983: Grandes dates du Mali en colaboración con Alpha Oumar Konaré (EDIM)
- 1987: L’Épopée de Ségou Da Monzon, un pouvoir guerrier, Lausanne, (Éditions Pierre Marcel Favre)
- 1993: Dictionnaire des femmes célèbres du Mali (Jamana)
- 1993: Ces mots que je partage: Discours d’une Première Dame d’Afrique (Jamana)
- 2000: L’Os de la parole: Cosmologie du pouvoir (Présence africaine)
- 2001: Parfums du Mali: Dans le sillage du wusulan (Cauris)
- 2006: Quand l’ail se frotte à l’encens (Présence africaine)
- 2006: Senoufo Du Mali: Photographies De Renee Colin-Nogues
- 2008: Petit précis de remise à niveau sur l'histoire africaine à l'usage du président Sarkozy Editions La Découverte, 16 octobre 2008, 347 p., Broché (ISBN 978-2-7071-5637-2). También publicado en Argelia por éditions Barzakh, en Mali por ediciones Jamana y en Sénégal por Papyrus Afrique.
- 2008: Histoire, démocratie, valeurs: nouvelles pistes de réflexion CODESRIA
- 2018: Le griot m'a raconté...: Ferdinand Duranton (1797-1838), le prince français du Khasso. Paris, Présence africaine, 2018, 247 p., ISBN 978-2-7087-0923-2.